# 家畜改良センター十勝牧場
家畜改良センター十勝牧場（かちくかいりょうせんたーとかちぼくじょう）は、北海道河東郡音更町にある独立行政法人家畜改良センターの牧場。略称は、十勝牧場（とかちぼくじょう）である。
全国に12箇所ある家畜改良センターの牧場の一つで、最大の面積を有している。

## 沿革
- 1910年（明治43年）- 内閣馬政局管轄の十勝種馬牧場として創設。
- 1923年（大正12年）- 十勝種馬所と改称され道東5支庁を対象とした種付け業務に転換。
- 1941年（昭和16年）- 用地内の一部に北海道種馬育成所を設置。
- 1946年（昭和46年）- 両機関を統合して十勝種畜牧場と改称。
- 1990年（平成2年）- 種畜牧場の再編整備により家畜改良センター十勝牧場と改称。
- 2001年（平成13年）- 独立行政法人化。
- 2010年（平成22年）- 創立100周年に至る。

## 概要
- 所在地 - 北海道河東郡音更町駒場並木8-1
- 総面積 - 4,100ha
- 施設用地面積 - 230ha
- 飼料生産面積　- 1,330ha
  - 放牧地 - 420ha
- その他原生林等 - 2,540ha
- 飼養家畜[1]
  - 肉用牛 - 約650頭
  - 乳用牛 - 約100頭
  - 農用馬 - 約200頭
  - めん羊 - 約150頭

## 組織
- 総務課
- 業務第一課
- 業務第二課
- 衛生課
- 種苗課

## 業務
- 家畜改良業務
  - 家畜診療
  - 防疫
  - 検査
  - 種畜配布
  - 育種改良
  - 繁殖技術改善
  - ジーンバンク
- 飼料作物業務
  - 飼料生産
  - 堆肥生産
  - 種子生産・供給
  - 種子検定
- 研修受入業務

## アクセス
- JR帯広駅から車で約30分
- とかち帯広空港から車で約80分
- 道東自動車道音更帯広ICから国道241号線・道道133号線経由約15分
- JR帯広駅から北海道拓殖バス然別湖畔温泉行き、鹿追営業所行き、新得駅前行き十勝牧場下車約40分
- JR新得駅から北海道拓殖バス帯広駅バスターミナル行き十勝牧場下車約50分[2]

## その他
- 牧場内には展望台があるが関係者以外立入禁止区域があるため、場内の案内に注意が必要。
- 長さ1.3㎞の白樺並木が有名。ドラマや映画の撮影スポットとなっている。[3]
- 雪中の馬追い運動は冬の風物詩となっている。[4]

## 周辺
- 音更町立駒場小学校
- 音更町立駒場中学校
- 北海道音更高等学校
- 地域気象観測所「駒場」
- 北海道道133号音更新得線
- 北海道道214号川西芽室音更線
- 北海道道337号上士幌士幌音更線
- 然別川